# Orthonyx temminckii
La colaespina de Temminck (Orthonyx temminckii) es una especie de ave paseriforme de la familia Orthonychidae endémica del este de Australia. Anteriormente generalmente se consideraba conespecífico del colaespina papú, aunque son bastante diferentes.
Utiliza la cola de espina como apoyo para balancearse e ir expulsando hacia afuera, primero con una pata y luego con la otra, el follaje y las ramitas del suelo del bosque, y así dejar al descubierto su alimento.
La hembra se encarga del nido; lo construye abovedado sobre el suelo del bosque, con palos y musgo, y pone cada vez un solo huevo blanco.

## Distribución y hábitat
Su hábitat natural son los bosques temblados de regiones costeras del sureste de Queensland y el este de Nueva Gales del Sur.